# Municipio de Chocolay
El municipio de Chocolay (en inglés: Chocolay Township) es un municipio ubicado en el condado de Marquette en el estado estadounidense de Míchigan. En el año 2010 tenía una población de 5903 habitantes y una densidad poblacional de 37,48 personas por km².

## Geografía
El municipio de Chocolay se encuentra ubicado en las coordenadas 46°27′41″N 87°14′52″O / 46.46139, -87.24778. Según la Oficina del Censo de los Estados Unidos, el municipio tiene una superficie total de 157.48 km², de la cual 152.77 km² corresponden a tierra firme y (2.99%) 4.71 km² es agua.

## Demografía
Según el censo de 2010, había 5903 personas residiendo en el municipio de Chocolay. La densidad de población era de 37,48 hab./km². De los 5903 habitantes, el municipio de Chocolay estaba compuesto por el 94.34% blancos, el 0.27% eran afroamericanos, el 3.03% eran amerindios, el 0.32% eran asiáticos, el 0.03% eran isleños del Pacífico, el 0.02% eran de otras razas y el 1.98% pertenecían a dos o más razas. Del total de la población el 0.64% eran hispanos o latinos de cualquier raza.